# 盛岡銀判
盛岡銀判（もりおかぎんばん）とは慶應4年（1868年）3月より発行された銀判で、幕末期の地方貨幣である。戊辰戦争の軍資金調達のために発行され、八匁および七匁の量目が表記された二種類が存在する。この内、七匁は試鋳貨幣であり現存1、2枚とされる。

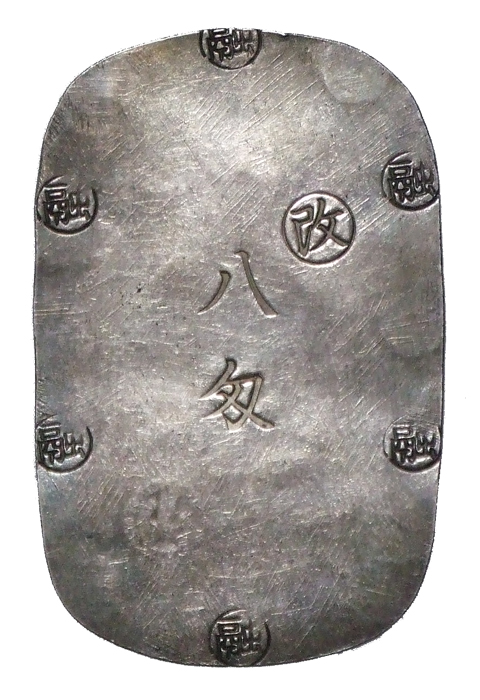
盛岡八匁銀判

八匁銀判には中央に「八匁」、その右肩には丸枠の「改」極印、周囲には表裏と丸枠の「融」極印がそれぞれ六箇所打たれ、「融通」を意味するといわれる。裏面の右下には「山」の極印が打たれていることから以前、「山形銀判」といわれたことがあり、またかつて秋田鋳と考えられたこともあるが、水原氏の研究により盛岡鋳と判明した。製作は秋田銀判に共通する部分が多いが槌目は見られず、秋田銀判と比較して表面は平滑である。また一両通用とされ、量目（質量）は一朱銀16枚分に等しいが、一分銀4枚分および秋田銀判の九匁二分より少なく、一両で通用したか否かは不明である。
秋田封銀八匁が一両で通用することが困難との事から量目が改訂されたのに対し、盛岡藩が八匁で通した理由は不明である。また当時の通用銀である極めて低品位の安政丁銀の銀品位とは比べるべくも無く、また同年5月の銀目廃止令の時期も近いことから、匁表示であっても秤量銀貨の銀目とは全く異なるものである。
量目は表記通りで八匁銀判は30グラム弱であり、縦2寸8分（85ミリメートル）、横1寸8分（54ミリメートル）程度の角張った楕円板状の形態である。銀品位は塚本豊次郎の『日本貨幣史』によれば99.5％とされ、花降銀と呼ばれる当時としては最高品位のものである。これは良質であることが軍費調達を有利にするであろうとの判断からのものとされる。
『南部貨幣史』に銀判についての記録が残されており、盛岡呉服町の平野治兵衛家において両鹿角銀山すなわち小坂鉱山或は尾去沢鉱山の産銀を用い、慶應4年3月から9月までの間、一日に150枚程度が製造されたという。発行目的は盛岡藩が朝廷から会津藩追討の命を受け、仙台藩援護のための軍資金調達であった。
しかし、明治維新直前のことであり、現存する銀判は状態の良好なものが圧倒的に多いことから、ほとんど流通しなかったものと考えられる。
盛岡銀判には試鋳貨幣とされる七匁銀判が現存しており、当初七匁を持って一両として通用させる試みがあり、それは不可能と判断されたため八匁に変更されたとされるが、詳細は不明である。